# بورویل (یوتا)
بورویل (به انگلیسی: Burrville) یک منطقهٔ مسکونی در ایالات متحده آمریکا است که در شهرستان سویر، یوتا واقع شده‌است. بورویل ۲٬۱۳۶٫۹۸ متر بالاتر از سطح دریا واقع شده‌است.